# Hans Andrias Djurhuus
Hans Andrias Djurhuus (Tórshavn, 20 d'octubre de 1883 - Tórshavn, 6 de maig de 1951) va ser un poeta i professor feroès. Va ser un dels poetes feroesos més productius i és molt conegut pels seus poemes nacionals i per les seves cançons infantils. Tot i així també va escriure salms, contes, obres de teatre, contes de fades i una novel·la.

## Biografia

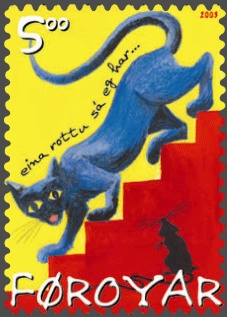
Góðan morgun ketta mín - "Bon dia, gat meu". Cançó infantil de Hans A. Djurhuus, il·lustrada en un segell de 2003 d'Edward Fuglø.

Djurhuus va néixer i va morir a Tórshavn. El seu germà Janus Djurhuus, que era dos anys més gran que ell, és també un dels grans poetes de les Illes Fèroe. També tenia una germana gran anomenada Armgarð Maria Djurhuus; havia nascut l'any 1880, però va morir a la jove edat de 39 anys. Els germans van néixer i es van criar en una casa de la part antiga de Tórshavn, que es diu Áarstova, al port de l'est. És per això que els germans (no la germana) eren coneguts com els Germans Áarstovu (Áarstovubrøðurnir).
El seu besavi va ser Jens Christian Djurhuus (1773–1853), que va ser el primer en escriure poemes en llengua feroesa.
Després d'acabar l'escola, Hans Andreas Djurhuus va treballar com a pescador durant un curt període i després va assistir a l'escola popular (Føroya Fólkaháskúli). Va estudiar a l'Escola de Mestres de les Fèroe (Føroya Læraraskúli) i es va graduar el 1905. Va treballar com a professor d'escola a Tórshavn, Sandavágur, Klaksvík (1909-1916) i Tvøroyri (1916-1919). Des de 1919 fins a la seva mort el 1951, va ser professor associat a l'escola de formació de mestres de Tórshavn.
També va dirigir el diari Dúgvan de 1909 a 1910.

## Obra

### Poemes
- 1905: Hin gamla søgan (La vella història)
- 1915: Barnarímur (poemes infantils). Nova edició publicada l'any 2000, per Elinborg Lützen. ISBN 99918-1-237-7
- 1916: Hildarljóð
- 1922: Søgumál. Tórshavn: Felagið Varðin – 126 pàg.
- 1925: Sjómansrímur. (Poemes de mariners). Notes publicades l'any 1993.
- 1932: Halgiljóð. Tórshavn: Varðin – 52 pàg.
- 1934: Morgun- og kvøldsálmar (Salms del matí i del vespre)
- 1934: Undir víðum lofti. Tórshavn: Varðin – 415 pàg. (utvalgte dikt). Nytt opplag 1970
- 1936: Yvir teigar og tún. Tórshavn: Varðin – 345 pàg. (poemes recollits)
- 1936: Havet sang (La cançó del mar)

### Teatre
- 1908: Marita
- 1917: Annika
- 1930: Álvaleikur
- 1930: Eitt ódnarkvøld (En una nit de tempesta)
- 1933: Traðarbøndur
- 1935: Ólavsøkumynd
- 1936: Løgmansdótturin á Steig
- 1947: Leygarkvøld í Bringsnagøtu. Publicat com a llibre, Tórshavn, Varðin, 1947 – 61 pàg.

### Altres obres
- 1922: Eitt ár til skips ("Un any a bord" - contes i contes de fades)
- 1922: Barnabókin (El llibre infantil)
  - 1927: Barnabókin, økt útgáva. Edició nova i modificada 1970
- 1924: Føroya søga. Eitt stutt yvirlit. Tórshavn: Felagið Varðin – 59 S. (Història de les Fèroe)
  - 1952: Føroya søga, økt útgáva. NOva edició publicada el 1963
- 1927: Beinta (novel·la, basada en la llegenda de Beinta Broberg; aquesta novel·la també va servir la base de la novel·la Barbara de Jørgen-Frantz Jacobsen uns anys més tard)
- 1929: Ævintýr (Conte de fades)
- 1950: Í mánalýsi
- 1975: Fyrisagnir til skúlabrúks. – Tórshavn: Føroya skúlabókagrunnur, 39 pàg. (assaigs per a l'ensenyament en llengua feroesa als nens)